# سانغ يونغ إيستانا
سانغ يونغ إيستانا هي عربة نقل (فان) ذات 2، 9، 12، أو 15 مقعدًا مستوحاة من جناح «الباص» المرسيديس-بنز أم بي 100. تعني كلمة إيستانا باللّغة الملايويّة والأندونيسيّة القصر وهي تُستعمل للدلالة على قصر الرئيس في سنغافورة وأندونيسيا.
يُستعمل فان السانغ يونغ إيستانا للنقل المشترك في بعض الدول العربيّة ومنها لبنان سوريا

## معرض صور

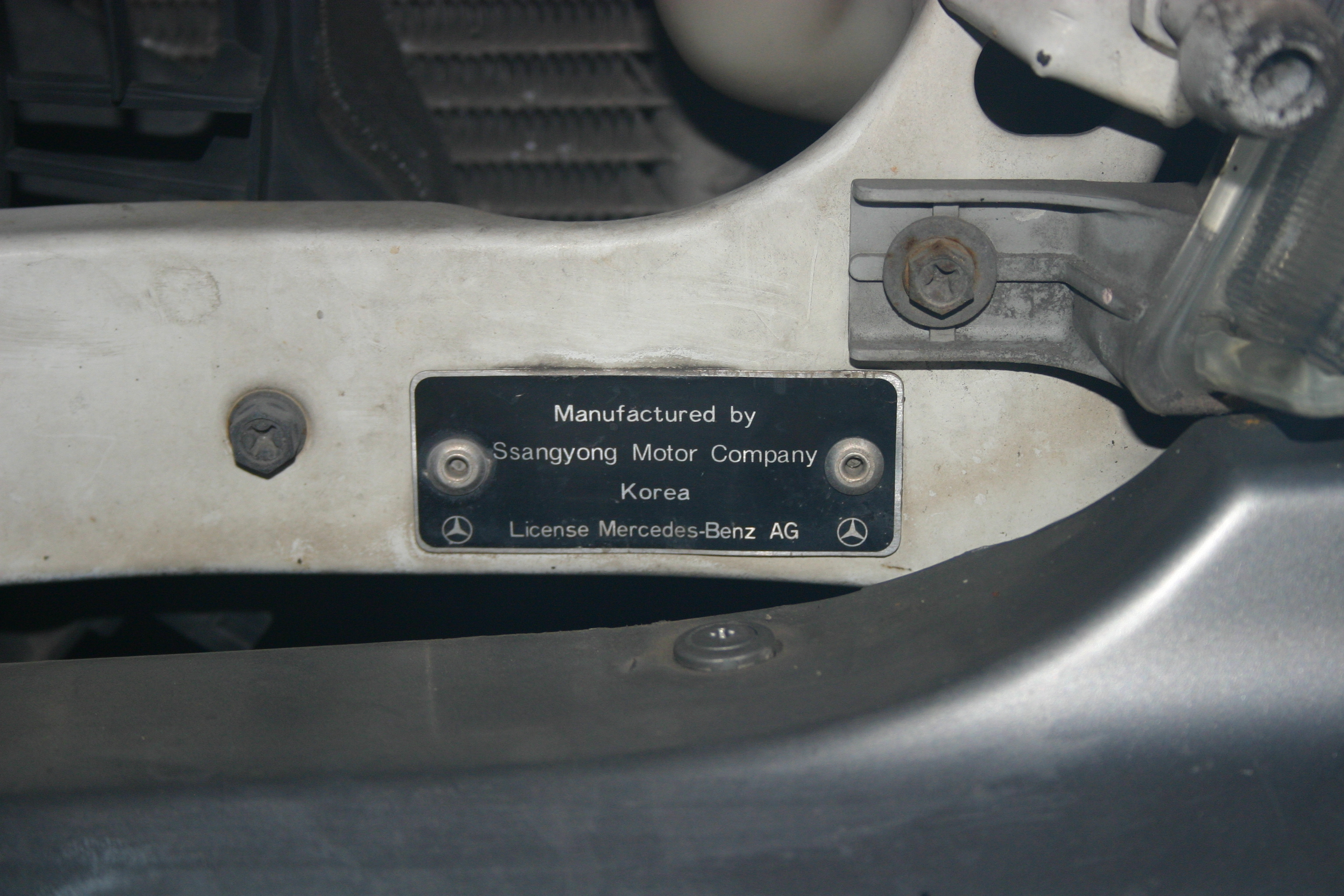
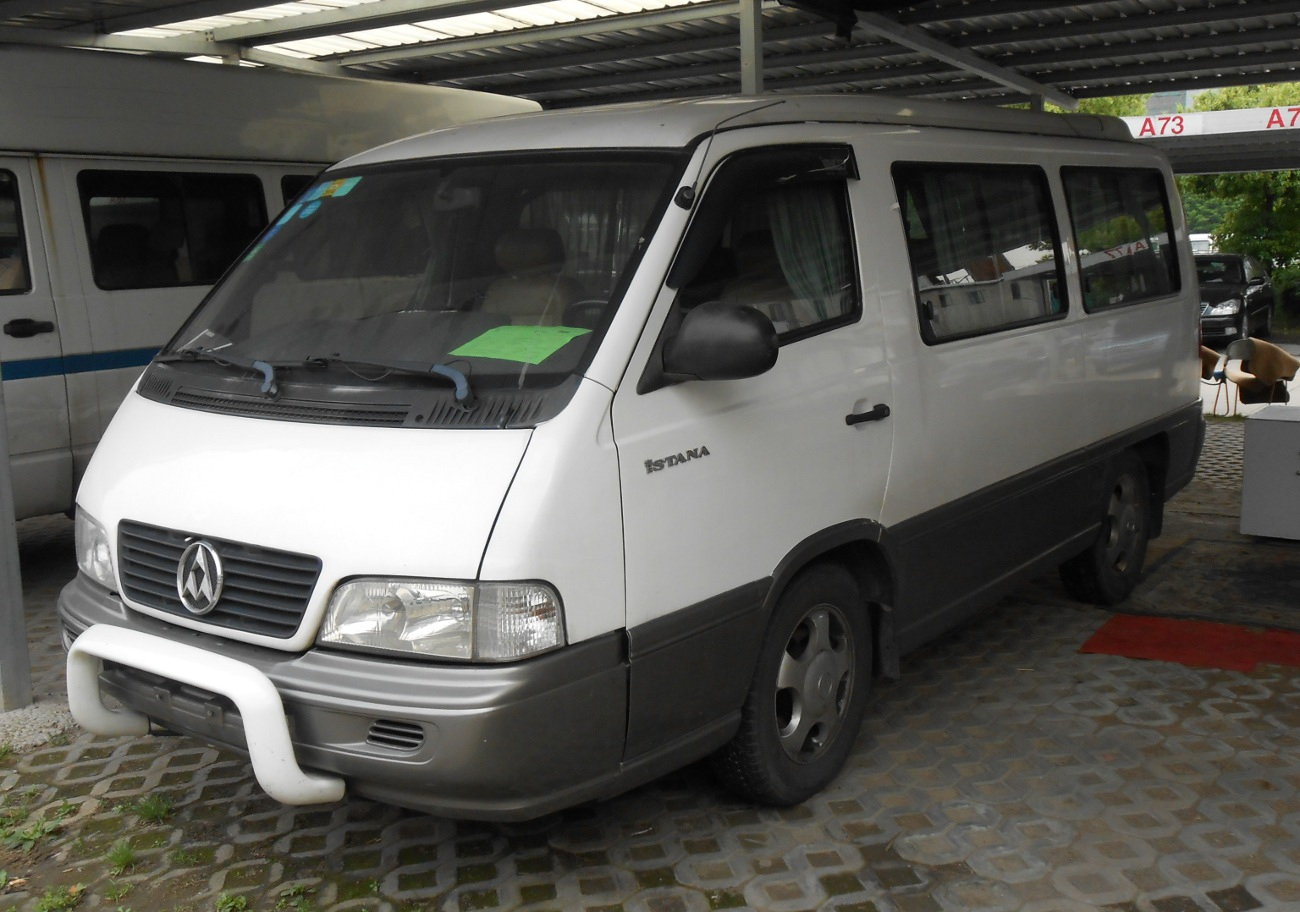
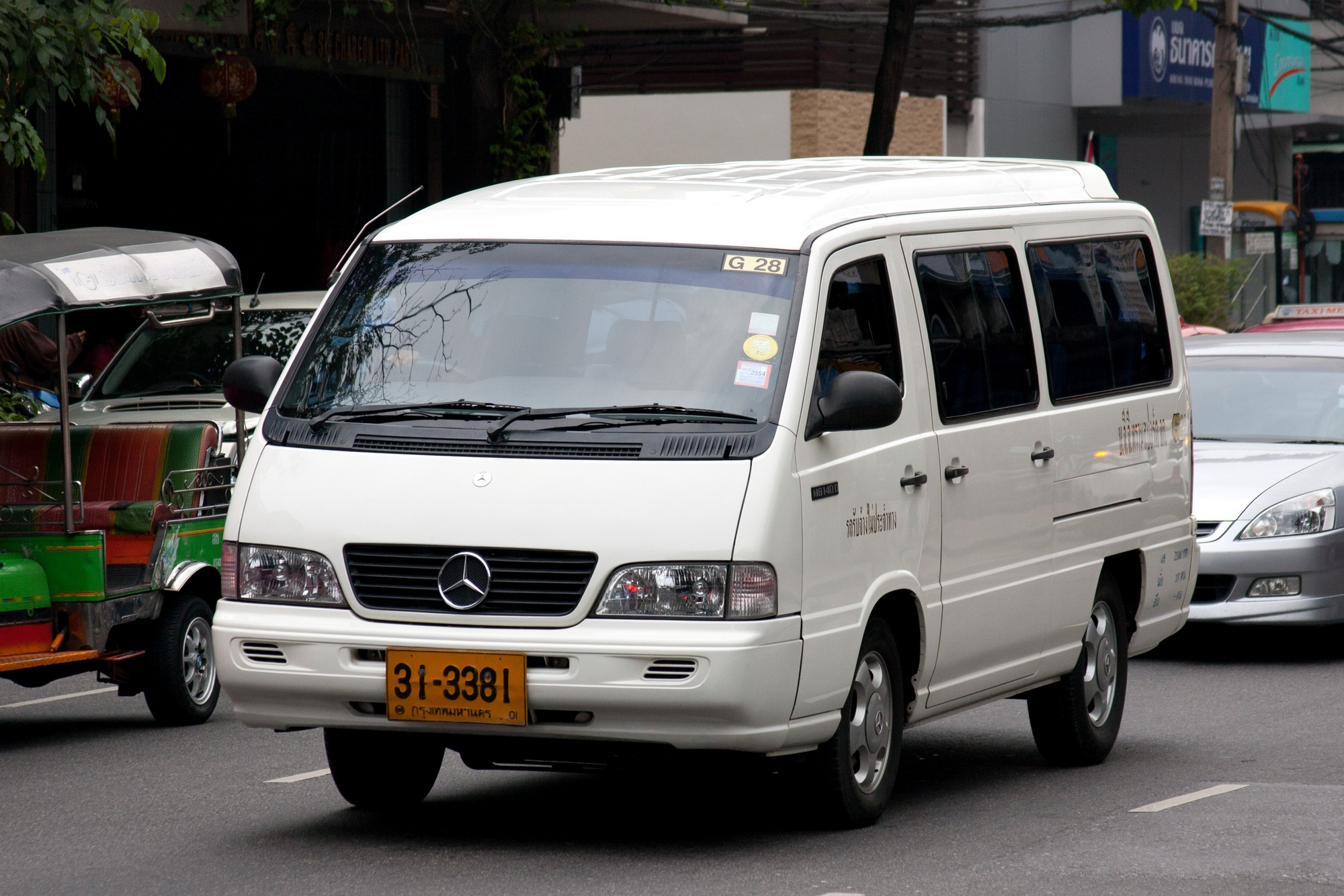
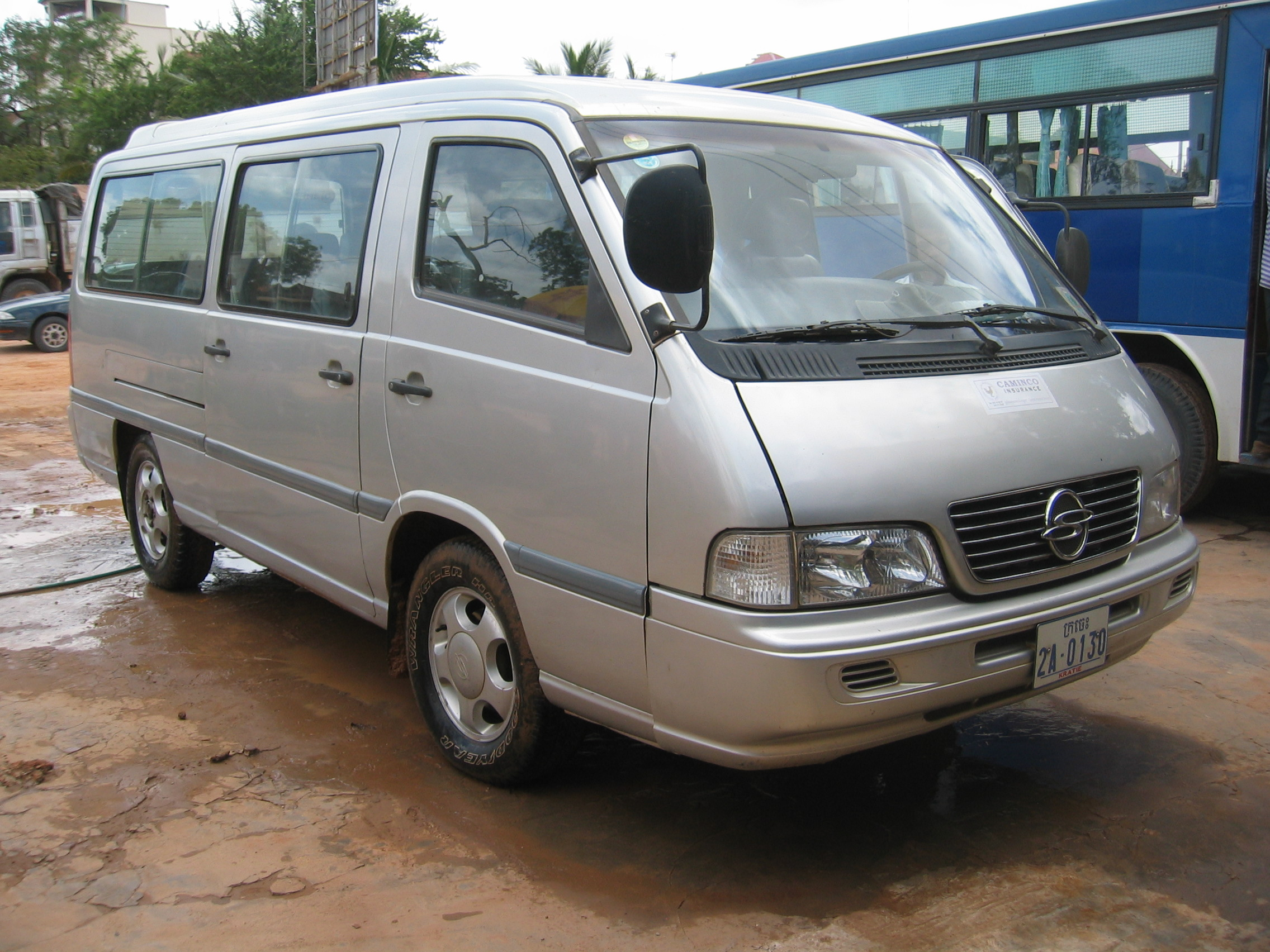